# ناتاليا أنتونوفا
ناتاليا أنتونوفا (بالروسية: Наталия Антонова)‏ هي معلمة موسيقى وعازفة بيانو روسية، ولدت في 25 مايو 1995.

## روابط خارجية
- ناتاليا أنتونوفا على موقع أرشيف الدراجات (الإنجليزية)